# Den gale Digter
Den gale Digter er en dansk stumfilm fra 1915, der er instrueret af Lau Lauritzen Sr. efter manuskript af A.V. Olsen.

## Handling
Denne artikel mangler et handlingsreferat. Hjælp os med at skrive det.